# Escutel·lariòidies
Scutellarioideae és una subfamília d'angiospermes que pertany a la família de les lamiàcies. Aquesta subfamília està dividida en cinc gèneres.

## Gèneres
- Holmskioldia
- Renschia
- Salazaria
- Scutellaria
- Tinnea